# Julio F. Escobar
Julio F. Escobar fue un dramaturgo, periodista, crítico de teatro, director de teatro y guionista de cine que nació en Buenos Aires, Argentina en 1892 y falleció en la misma ciudad el 7 de abril de 1957.

## Actividad vinculada al teatro
Tuvo una intensa actividad como autor y traductor de obras teatrales que llegaron a más de 300 entre unas y otras. Algunas de sus obras de más éxito fueron La víbora de la cruz, La cabra tira al monte y Amurado. Trabajó como crítico de cine en Democracia,  Última hora -del que fue director entre 1934 y 1935, El Diario,  El Nacional y Nueva Palabra. Fue director artístico de la Compañía de Vodevilles Modernos Elías Alippi, también asesor literario de la compañía Ratti. En 1937 trabajó como director artístico del Teatro Comedia, en 1938 estuvo en Montevideo al frente de la Compañía Nacional de Teatro Humorístico y fue codirector con Vacarezza e Ivo Pelay de la Gran Compañía de Género Chico en el Teatro Nacional. En 1939 fue director artístico de la Compañía de Espectáculos Cómicos que contaba con la dirección escénica de Ballerini y de la Compañía de Vaudevilles a la Manera de París. En 1947 dirigió la Compañía Argentina de Espectáculos Cómicos Cicarelli-Rinaldi-Lusiardo-Dardés en el Teatro Apolo.
El crítico teatral y ameno autor Julio F. Escobar falleció en Buenos Aires el 7 de abril de 1957 a los 65 años. Sus restos descansan en el panteón de SADAIC del Cementerio de la Chacarita.

## Filmografía
Guionista
- Somos todos inquilinos (1954)
- Suegra último modelo (1953)
- Maridos modernos (1948)
- Peluquería de señoras (1941)
- Ha entrado un ladrón (1940)
- Mi suegra es una fiera (1939)

## Obras teatrales
- Matate!
- Palabra de casamiento
- Se acabaron los otarios
- Señora, por usted me mato!
- Trago amargo
- Tus besos serán mios
- Un atorrante
- La fija
- Un cansado de la vida
- El hombre que sonríe
- Un padre en busca de seis hijas
- Un suicida
- Un tropezon cualquiera da en la vida
- Vincenzino o la justicia es un pulpo
- Un caballero y un ladrón
- Che, prestame la pieza!
- Amurado!
- Asegure su mujer...
- El Señor Sánchez, filósofo
- Charlatanes!
- La dama del cine
- Con pistola a siete pasos!
- Conferencia contra la mujer
- Cuidado con la pintura!
- La cabra tira al monte
- El hombre que sonríe...
- Conferencia contra la mujer
- Mozo, traiga otra copa
- La última copa
- La venganza de Napoleón
- La víbora de la cruz
- Las que no deben casarse
- Las teorías de Malatesta
- Un escándalo en Mar del Plata
- Leticia
- La mujer que odiaba a los hombres
- Los esclavos blancos
- Maridos que matan
- El suplicio de Tántalo
- El trago amargo
- Eran tuitos de ley
- Frou Frou del Tabarín
- Ingrata!
- El corazón y el dinero
- Aves de rapiña
- El señor de las 17
- El torturado de la calle Viamonte
- El trago amargo
- Una chica de la calle
- Mujer celosa, marido mártir
- La muerte de un vivo
- Conferencia contra la mujer (en colaboración con Elías Alippi
- Que no lo sepa Margot! (en colaboración con Carlos Nunziata)
- Los trapos de seda (en colaboración con Antonio M. Viergol)